# 刘良翠
刘良翠（1968年—），女，汉族，湖北荆州人，中华人民共和国政治人物。现任民革中央宣传部副部长。第十四届全国政协委员。